# Anania obtusalis
Anania obtusalis is een vlinder van de familie van de grasmotten (Crambidae). De wetenschappelijke naam van deze soort is voor het eerst voorgesteld als Perinephela  obtusalis door Hiroshi Yamanaka in een publicatie uit 1987.
De soort komt voor in Japan.